# Marcenat (Allier)
Marcenat é uma comuna francesa na região administrativa de Auvérnia-Ródano-Alpes, no departamento Allier. Estende-se por uma área de 18,33 km². Em 2010 a comuna tinha 411 habitantes (densidade: 22,4 hab./km²).